# William Monckton-Arundell (2e vicomte Galway)
Pour les articles homonymes, voir Monckton et Arundell.
William Monckton-Arundell, 2e vicomte de Galway (décédé le 18 novembre 1772), est un pair et député anglais.

## Biographie
Il est né vers 1725, fils aîné de John Monckton (1er vicomte Galway) et frère aîné du lieutenant-général Robert Monckton, gouverneur de New York. Il fait ses études à la Westminster School et succède à son père comme vicomte Galway en juillet 1751. Son héritage comprend Serlby Hall, inscrit au grade I, dans le Nottinghamshire. En 1769, il hérite d'autres domaines de sa tante maternelle, Lady Frances Arundell d'Allerton Mauleverer, adoptant le nouveau nom de famille d'Arundell conformément aux termes de son testament.
Il est député de Pontefract, siège contrôlé par la famille Galway, de 1747 à 1748. Il est ensuite élu député de Thirsk (1749-1754) avant d'être réélu une seconde fois à Pontefract (1754-1772). Il est fait maître des Staghounds de 1765 à 1770.
Il est mort en 1772. Il épouse Elizabeth, la fille d'Isaac (ou de Joseph) Da Costa Villa Real, avec laquelle il a 3 fils et 2 filles. Ses fils Henry William (1749-1774) et Robert Monckton-Arundell (4e vicomte Galway) (1752-1810), lui succédèrent comme vicomte.